# Ahmadou Kourouma
Ahmadou Kourouma , född  i november 1927 i Boundiali i Elfenbenskusten, död 2003 i Lyon i Frankrike, var en ivoriansk romanförfattare. Han skrev på franska, men använde ofta ord från sitt modersmål malinke, och var formmässigt influerad av den muntliga afrikanska berättartraditionen. I sina romaner skildrade han negativa aspekter i Afrikas historiska utveckling, och hans kritik riktade sig främst mot afrikanernas egna misslyckanden.